# Orophicus
Orophicus is een geslacht van kevers uit de familie van de loopkevers (Carabidae). De wetenschappelijke naam van het geslacht is voor het eerst geldig gepubliceerd in 1925 door Alluaud.

## Soorten
Het geslacht Orophicus omvat de volgende soorten:
- Orophicus antelmei Alluaud, 1925
- Orophicus vinsoni Jeannel, 1951